# Vino de hielo

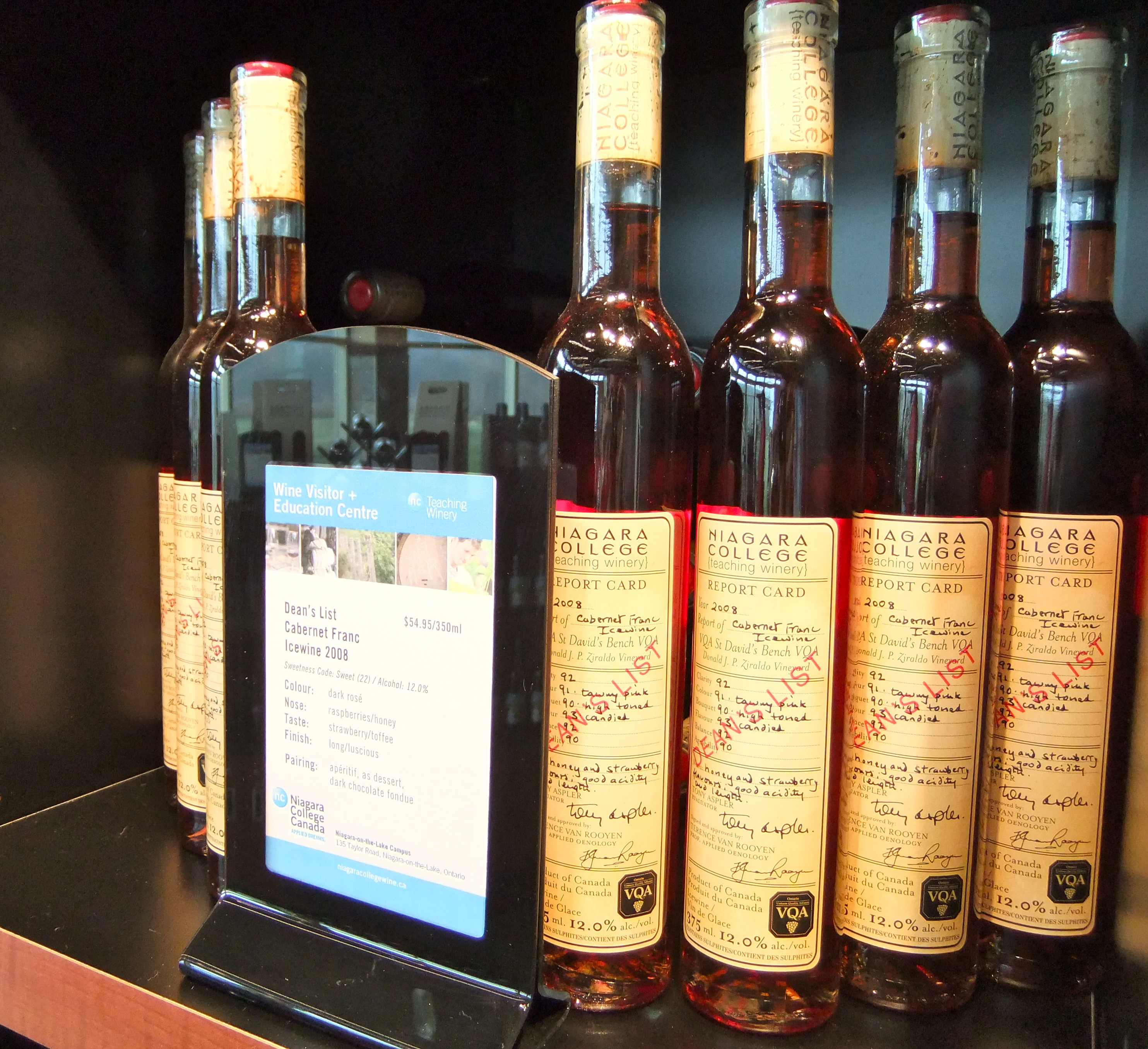
Botellas de vino de hielo canadiense

El vino de hielo (en alemán Eiswein, en inglés icewine o ice wine y en francés vin de glace) es un vino hecho de uva helada con una fuerte concentración en azúcar. La técnica para conseguir esta uva consiste en dejar sobremadurar la uva en la cepa, que no se cosecha hasta que se produce la primera helada. Cuando el grano se hiela, el agua se expande y rompe la cascarilla de la uva. Así, se pierde más agua y el azúcar es más concentrado.
Los vinos de hielo son extraordinarios de riqueza y de persistencia aromática gracias a su concentración y a una acidez fuera de lo común.
Es una técnica que se utiliza en zonas frías donde se cultiva la viña, sobre todo en Alemania, Canadá (donde se le llama, en francés, con el término vin de glace) y Francia y se hace con variedades como Gewürztraminer y Riesling, pero también con chardonnay, cabernet franc y vidal (en Canadá). Los que tienen más reputación se encuentran en Alemania, sobre todo a lo largo del Mosela, el Sarre y el Ruwer. Hay igualmente Eiswein austriacos. Son a menudo muy caros (250 euros por botella).
Quebec tiene también una buena reputación en este dominio, donde también se elabora sidra de hielo. En Canadá se produce también en Columbia Británica y en Ontario, en la región de los Grandes Lagos.
En España en la Valladolid, La Seca, (Rueda), de uva verdejo, Bodegas Vidal Soblechero en 2006 fue la primera en elaborarlo de forma natural la congelación de la uva fue en la cepa en la propia viña.(Ice Clavidor) y en Aragón, Miedes (Denominación de Origen Calatayud), mediante uva Macabeo, o en Palencia, Torquemada, (D. O. Arlanza) a partir de uva tempranillo y también con uva treixadura en A Arnoia en la denominación de origen Ribeiro.

## Historia
Hay indicaciones de que las uvas congeladas se usaban para hacer vino en tiempos romanos. Plinio el Viejo escribió que ciertas variedades de uva no se cosechaban antes de que la primera helada ocurriera. El poeta Marcial recomendó que las uvas deberían dejarse en la viña hasta noviembre o hasta que estuvieran rígidas por la helada. No se conocen los detalles de la vinificación y descripción de estos vinos. No puede ser completamente descartado que las descripciones se refieren a los vinos de uva seca, un estilo común de vino en tiempos romanos, donde las uvas pasas eran cosechadas lo suficientemente tarde para la primera helada ya hubiera caído. En cualquier caso, el método parece que ha sido olvidado. El vino de Chiomonte en el Valle de Susa era popular en tiempos romanos, y hoy en día esta localidad sigue produciendo uno de los pocos vinos de hielo de Italia.

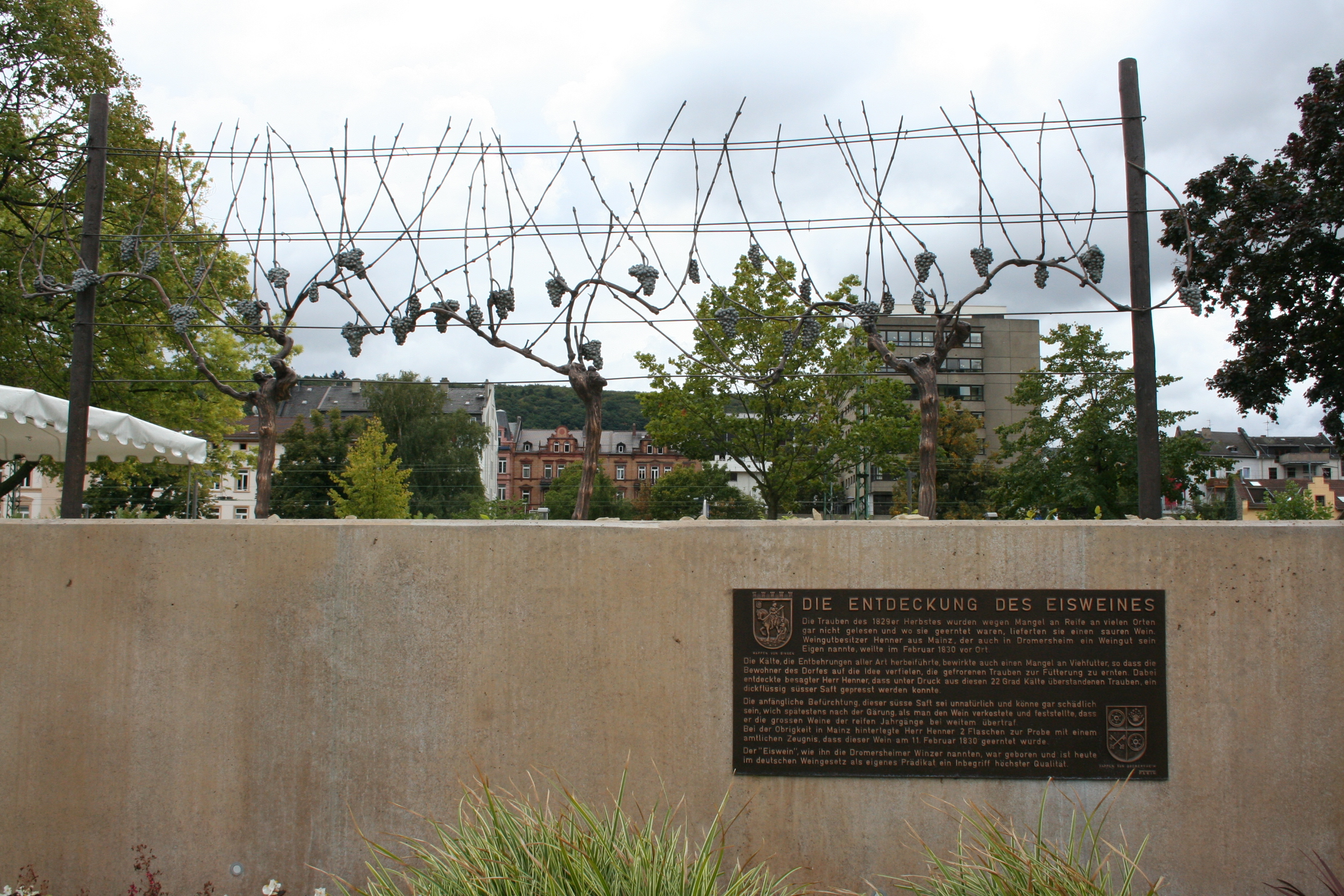
Monumento conmemorativo de la primera cosecha de vino de hielo en Bingen en 1830

Se cree que el primer vino de hielo posromano se hizo en Franconia, Alemania en 1794. Existe una mejor documentación para una cosecha de vino de hielo en Dromersheim cerca de Bingen en Rheinhessen el 11 de febrero de 1830. Las uvas fueron de la cosecha de 1829. Ese invierno fue duro y algunos viticultores tuvieron la idea de dejar las uvas colgando en la viña para darles el uso de pasto para animales. Cuando se dieron cuenta de que estas uvas segregaban un mosto muy dulce, fueron prensadas y produjeron así vino de hielo. Cabe señalar que los vinos dulces producidos a partir de uvas tardías cosechadas estaban bien establecidos como los vinos de estilo alemán mejor valorados en el siglo XIX. Tras el descubrimiento de Spätlese en Schloss Johannisberg en Rheingau en 1775 y la posterior introducción de la designación de Auslese, estos vinos siempre serían producidos de uvas afectadas por la podredumbre noble. Así, el Eiswein es un estilo de vino alemán más reciente que los vinos botritizados.
Durante el siglo XIX y hasta 1960, las cosechas de Eiswein eran raras ocurrencias en Alemania. Sólo seis cosechas del siglo XIX con cosechas de Eiswein han sido documentadas, incluyendo 1858, el primer Eiswein en Schloss Johannisberg. Parece haber habido poco esfuerzo para producir sistemáticamente estos vinos durante este período, y su producción era probablemente el resultado raro de condiciones climáticas anormales. Fue la invención de prensa de la cámara de aire neumática la que hizo que la producción de vino de hielo fuese práctica, y cedió a un total aumento substancial en la frecuencia y la cantidad de producción. El año 1961 vio la producción de una serie de vinos de hielo alemanes, y el vino incrementó su popularidad en los años siguientes.
En el continente americano, el estatus pionero de la bodega de Inniskillin en Niagara-on-the-Lake, en Ontario, dio paso a su primer vino de hielo, producido en 1984 bajo la dirección del copropietario nacido en Austria de la bodega Karl Kaiser, usualmente mencionado como el primer vino de hielo canadiense. Sin embargo, el vino de hielo ya era producido en el Valle de Okanagan de la Columbia Británica por el inmigrante alemán Walter Hainle en 1972. Este vino de hielo fue resultado de una temprana e inesperada helada, y dio paso a 40 litros de vino, los cuales Hainle originalmente no pretendió vender, aun así, lo hizo en 1978.
En 1983, Karl Kaiser y el vecino alemán de Inniskillin, Ewald Reif, así como dos bodegas con enólogos austríacos situados en otra parte de Ontario, Hillebrand y la isla de Pelee, dejaron uvas en sus viñas para intentar producir vino de hielo. Inniskillin y Reif perdieron todo su cultivo por culpa de los pájaros hambrientos, mientras que Hillebrand y la Isla de Pelee fueron capaces de cosechar una minúscula cantidad de uvas congeladas. En 1984, Kaiser solía usar redes para proteger sus vinos y fue capaz de producir el primer vino de hielo de Inniskillin. Este vino se hizo de uvas Vidal y fue, de hecho, etiquetado con el nombre de “Eiswein”.
Después de que la producción de vino se estableciera en base comercial, el vino de hielo canadiense rápidamente se hizo popular en consumidores domésticos y críticos, y muchos otros productores canadienses y regiones cogieron la idea, ya que los duros inviernos canadienses se prestan bien para la producción a gran escala. El avance internacional del vino de hielo canadiense vino en 1991, cuando el vino de hielo Vidal de Inniskillin ganó el Grand Prix de Honor en Vinexpo. La tendencia canadiense hacia el aumento del cultivo de variedades de uva Vitis vinifera (europeas) en la década de 1990 amplió la paleta de variedades disponibles para ser sometidas a las heladas.
Hacia inicios de los años, Canadá fue establecido como el mayor productor mundial de vino del hielo.  En 2001, la Unión Europea permitió la importación de vino de hielo canadiense reconociendo así la equivalencia estándar.  Un reconocimiento aún mayor llegó en 2007, cuando Monde Selection, el instituto internacional en Bruselas, Bélgica, lo premió durante el Concurso Internacional de Vinos, concediéndole la Gran Medalla de Oro (su mayor honor, el cual rara vez se otorga a un vino) al Vino Blanco de Hielo Vidal del Norte de Canadá en 2005, primera vendimia de La Casa de Hielo en Niagara, una bodega fundada por el enólogo Jamie Macfariane.

## Productores de vino de hielo

### Europa

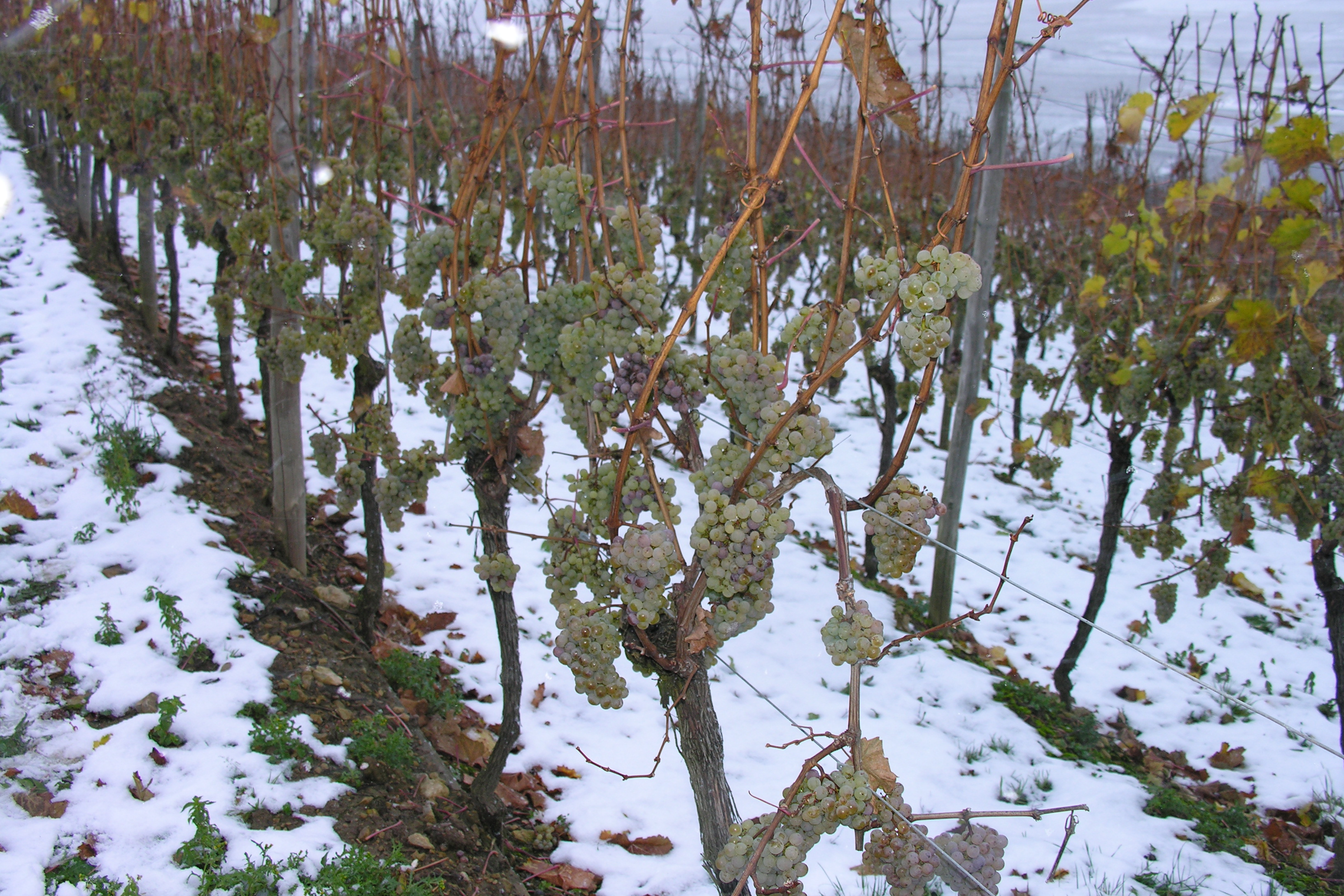
Viña con uvas para producción de vino de hielo en Luxemburgo

Los vinos de hielo más famosos (y caros) de Europa son los Eiswein alemanes, pero el vino de hielo también se hace en países europeos como Austria, Croacia, República Checa, Dinamarca, Francia, Hungría, Italia, Luxemburgo, Polonia, Rumanía, Moldavia, Eslovaquia, Eslovenia, España, Suecia y Suiza, al menos en menor cantidad.
El Eiswein es parte de la categoría de calidad Prädikatswein en la clasificación de vinos alemanes. El término francés Vin de glace es parte de la clasificación de vino en Luxemburgo, pero no en Francia, pero a veces se encuentra en botellas raras de vino de hielo de Alsacia. En la mayor parte de Francia, el clima es demasiado caliente para la producción de vino de hielo.[cita requerida]
En España, en la zona de Valladolid en concreto (Bodegas Vidal Soblechero) en el pueblo de La Seca donde las grandes heladas llegan entre diciembre y febrero (se vendimian entre -8 °C y -12 °C) y es cuando se aprovecha los años buenos para elaborar el Eiswein (Ice Clavidor) con variedad Verdejo, dando a conocer este tipo de vino al resto del país, un vino muy escaso y apreciado. [cita requerida]

### Canadá

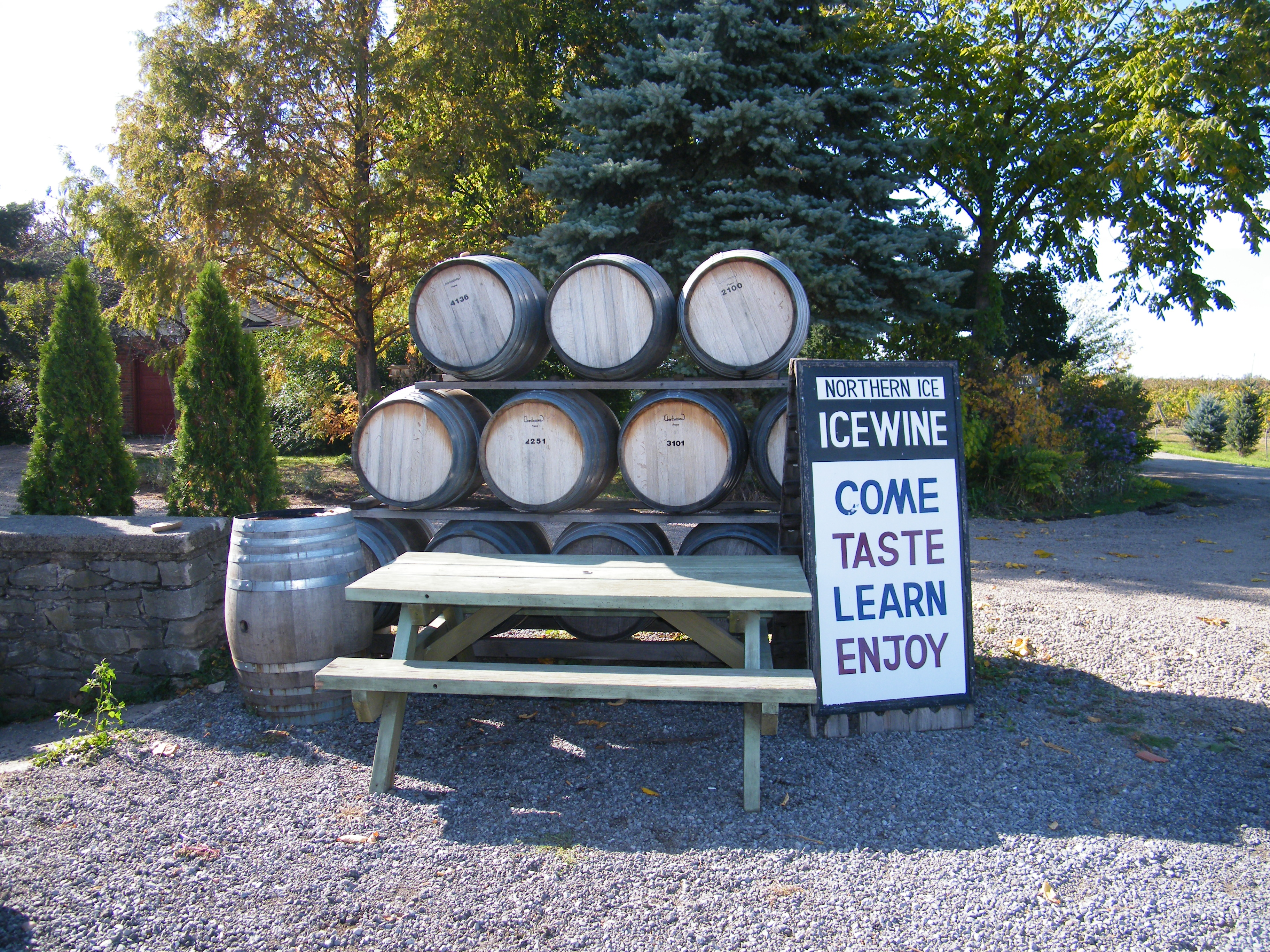
Barricas de vino de hielo canadiense

En contraste con la mayoría de las otras regiones productoras de vino, Canadá, particularmente en la Península de Niágara; constantemente se congela en invierno y se ha convertido en el mayor productor mundial de vino de hielo. Ahora se produce en todas las provincias vitícolas de Canadá, notablemente en Ontario, la Columbia Británica, Quebec y Nueva Escocia.
La producción de vino de hielo en Canadá está regulada por la Alianza de Calidad de Viticultores en las provincias de la Columbia Británica y Ontario. Si el nivel de azúcar es menor de 35 grados Brix, entonces probablemente no sean utilizadas para el vino de hielo, un mínimo considerablemente superior que el del Eiswein alemán. Estas uvas normalmente son degradadas a una designación inferior, como “Selección Especial de Cosecha Tardía” o  “Selección de la Cosecha Tardía”. Las reglas canadienses fueron aplicadas de forma más rigurosa en la Columbia Británica en el 2000, después de un tratado de producción con el suave invierno de 1999, moviendo las uvas a lo alto de las montañas para buscar temperaturas de congelación.
Aunque los vinos de la isla Pelee y de Hillebrand fueron los primeros productores comerciales de vinos de Canadá, comenzando su producción en 1983, Inniskillin Wines es considerado el productor canadiense más conocido de vinos de hielo como la primera bodega canadiense en ganar un gran premio internacional, la Vinexpo 1991 en Francia, con su vino de hielo Vidal de 1989 (que técnicamente era una importación ilegal en la UE), colocando los vinos de hielo canadienses en la escena mundial. Pillitteri Estates Winery ha surgido en los años 2000 como el mayor productor mundial de vinos de hielo de la finca. En noviembre de 2006, el productor canadiense Royal DeMaria publicó cinco cajas de vino de hielo Chardonnay con un precio medio de botella fijado en 30.000 dólares canadienses, lo que lo convierte en el vino más caro del mundo.

### China
China es el segundo mayor productor mundial de vino de hielo y produce aproximadamente el 40 % del vino de hielo del mundo. Una parte importante de la industria se concentra en las provincias de Gansu y Liaoning, y una menor en Yunnan y Sinkiang. El frío en la provincia de Gansu obliga a excavar zanjas en las vides para evitar la muerte de las vides, pero la región presenta condiciones que favorecen la resistencia a la podredumbre y presenta una baja contaminación industrial.

### Estados Unidos
Great Western Winery, en la región de Finger Lakes de Nueva York, produjo el primer vino de hielo estadounidense en 1981. Bodegas selectas al Norte de Míchigan ponen de lado una porción de sus uvas Riesling cada año para la producción de vino de hielo. El vino de hielo fue producido primeramente en Míchigan en 1983 por Mark Johnson, que estudió en la Estación de Investigación Federal e Instituto en Geisenheim, en Alemania. Actualmente Johnson es el principal enólogo en Chateau Chantal. Las bodegas norteñas de Míchigan continúan siguiendo las leyes alemanas que rigen qué vinos son calificados vinos de hielo. La ley alemana dicta que el Vino de Hielo debe recogerse sólo cuando las uvas están congeladas en la viña. En 2002, seis bodegas de Míchigan produjeron más de 13 000 botellas de vino de hielo, un récord en ese momento. Un número creciente de bodegas cerca del Lago Erie, especialmente en Pensilvania, Nueva York y el Condado de Ashtabula, en Ohio también producen vino de hielo.

### Japón
La región de Furano de Hokkaido Central, en Japón produce vino de hielo cada invierno en la Bodega Furano. Como cada año se puede hacer una cantidad pequeña, se produce en lotes limitados y sólo se vende a puertas de la bodega, a 3,3 kilómetros de la Estación de Furano. El vino de hielo de Furano sólo se producen en cepas tintas.

## Producción

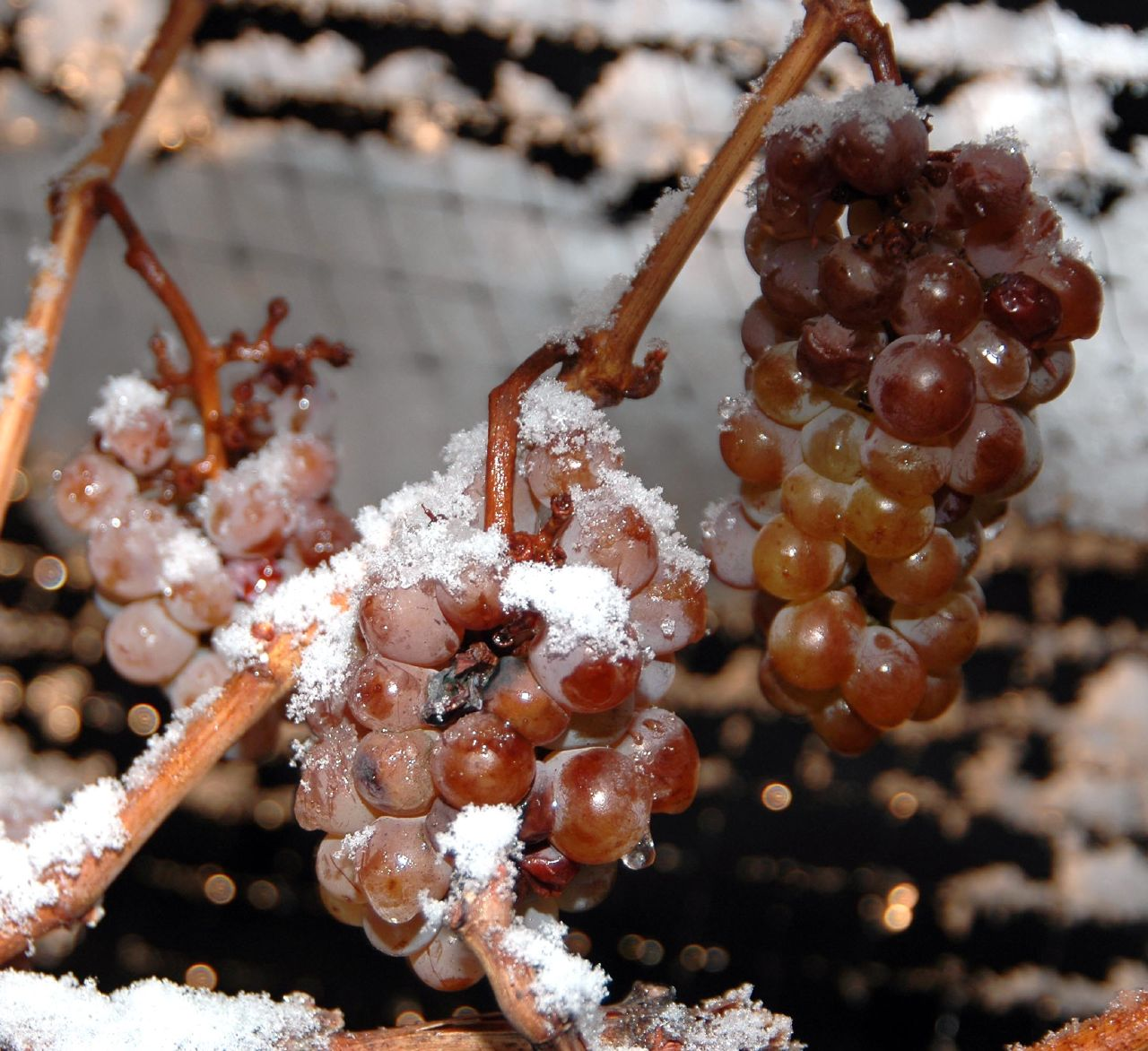
Uvas heladas.

Los vinos de hielo naturales requieren un congelamiento duro (en Canadá, por ley, -8 °C o 17 °F) o más frío todavía, y en Alemania -7 °C (19 °F) o más frío) para que ocurra en algún momento después de que las uvas estén maduras, lo que significa que las uvas pueden colgar en la vid durante varios meses después de la cosecha normal. Si una helada no llega lo suficientemente rápida, las uvas pueden pudrirse y el cultivo se echará a perder. Si la helada es muy intensa no podrá extraerse jugo. La Bodega Vineland Winery en Ontario, en 1990 rompió su prensa neumática una vez mientras prensaban las uvas heladas porque eran demasiado duras (la temperatura era cercana a -20 °C). Cuanto más se retrase la cosecha, más fruta se perderá en cuanto a animales salvajes y fruta caída. Debido a que la fruta debe prensarse mientras todavía está congelada, los recolectores deben trabajar a menudo por la noche o muy temprano en la mañana, cosechando las uvas en pocas horas, mientras que los trabajadores de la bodega deben trabajar en espacios sin calefacción.
La producción es también asistida por tecnologías como iluminación eléctrica conducida por generadores portátiles (para asistir la cosecha en las horas frías de oscuridad de la temprana mañana, antes de que el sol brille y las uvas puedan deshielarse), alarmas de temperatura por control remoto (después de un re-deshielo las uvas se echan a perder rápidamente ya que los cristales de hielo habrán destruido las paredes celulares; así la cosecha debe de estar completa en pocas horas en la primera mañana que haga frío suficiente) y películas plásticas que se utilizan para el “embalaje” de los vinos durante el período de espera entre la madurez y la primera helada, con el fin de proteger las uvas maduras de los pájaros que se las comen.
En Austria, Alemania, los Estados Unidos y Canadá, las uvas han de estar congeladas de forma natural a poder llamarse vino de hielo. En otros países, algunos enólogos utilizan la crioextracción, que es una técnica de congelación artificial, para simular el efecto de una congelación y que las uvas no se tengan que quedar colgadas durante un período extendido, como pasa con el vino de hielo natural. Estos vinos “no tradicionales” algunas veces se conocen como “vinos de caja de hielo”. Un ejemplo es Bonny Doon´s Vin de Glacière o vino de hielo de King Estate (hecho de las uvas Pinot gris de Oregón). La ley alemana del vino prohíbe totalmente los métodos de congelación después de la cosecha, aunque no estén etiquetados como "Eiswein".
El alto nivel de azúcar en el mosto conduce a una fermentación más lenta que la normal. Puede llevar meses para completar la fermentación (comparado con días o semanas que con es lo que conlleva un vino regular) y deberían usarse cepas especiales de levadura. 
Debido a la menor producción de mostos de uva y la dificultad de procesamiento, los vinos de hielo son mucho más caros que los vinos de mesa. Suelen ser vendidos en botellas con un volumen de unos 375 mililitros, o aún más pequeñas (200ml). Algunas de las bodegas actuales particularmente vende botellas de 200ml y 50ml en paquetes de regalo.

## Requerimientos
Los requisitos mínimos de peso de los vinos de hielo son los siguientes, en las medidas utilizadas en el país respectivo:
- Para el Eiswein alemán, de 110 a 128 grados Oechsle, al igual que para Beerenauslese, dependiendo de la región (zona donde crece) y la variedad de uva.[26]
- Para el Eiswein austriaco, 25 grados KMW, al igual que para Beerenauslese,[27] correspondiendo a 125 grados Oechsle.[28]
- Para el vino de hielo canadiense, 35 grados Brix,[29] correspondiente a 120 grados Oechsle.[30]

## Características
A pesar de que es normal que el contenido de azúcar residual en el vino de hielo pase de 180 g/L hasta 320 g/L (con una media de rango de 220 g/L), el vino de hielo es muy refrescante (al contrario que el empalagoso) debido a la alta acidez. (La acidez titulable en el vino de hielo es casi siempre superior a 10 g / l.) El vino de hielo tiene generalmente un cuerpo medio a completo, con un final largo persistente. La nariz suele ser reminiscencia de melocotón, pera, albaricoque seco, miel, cítricos, higos, caramelo, manzana verde, etc, dependiendo de la variedad. El aroma de frutas tropicales y exóticas como la piña, el mango o el lichi es bastante común, sobre todo en variedades blancas.
El vino de hielo tiene generalmente un contenido de alcohol levemente más bajo que vino de mesa regular. Algunos vinos de hielo de Riesling, Alemania tienen un contenido de alcohol tan bajo como 6%. Los producidos en Canadá suelen tener un mayor contenido de alcohol, entre 8 y 13 por ciento. En la mayoría de los años, los vinos de hielo de Canadá generalmente tienen un mayor grado Brix (peso requerido) en comparación con los de Alemania. Esto se debe en gran parte a los inviernos más consistentes en Canadá. El mosto con un nivel de Brix insuficiente no puede convertirse en vino de hielo y, por lo tanto, se vende a menudo como "cosecha tardía selectiva especial" o "selección de la cosecha tardía" a una fracción del precio que el vino de hielo verdadero ordena.
Los conocedores discuten sobre si el vino de hielo mejora con la edad o está destinado a ser bebido joven. Aquellos que apoyan el envejecimiento afirman que el nivel de azúcar muy alto del vino de hielo (que a menudo es mucho mayor que el del Sauternes) y la alta acidez preservan el contenido durante muchos años después del embotellado. Aquellos que no están de acuerdo afirman que a medida que el Vino de Hielo envejece pierde su acidez, fruta, aroma y frescura.

## Aplicaciones gastronómicas
El vino de hielo es recomendable tomarlo como un vino de postre, con dulces, frutas o con foie, o bien degustarlo sin más en la sobremesa después de la comida. Se toma en pocas cantidades, ya que es para disfrutarlo y saborear sus aromas mágicos.
Muy al contrario de lo que la gente piensa, los vinos de hielo se deben tomar a una temperatura de 10-12º y no a temperaturas próximas a congelación. Si llegásemos a congelar dichos vinos, perderíamos la calidad del producto por la concentración del agua en forma de hielo y consiguiente desestructuración del mismo.

## Variedades de uva empleadas

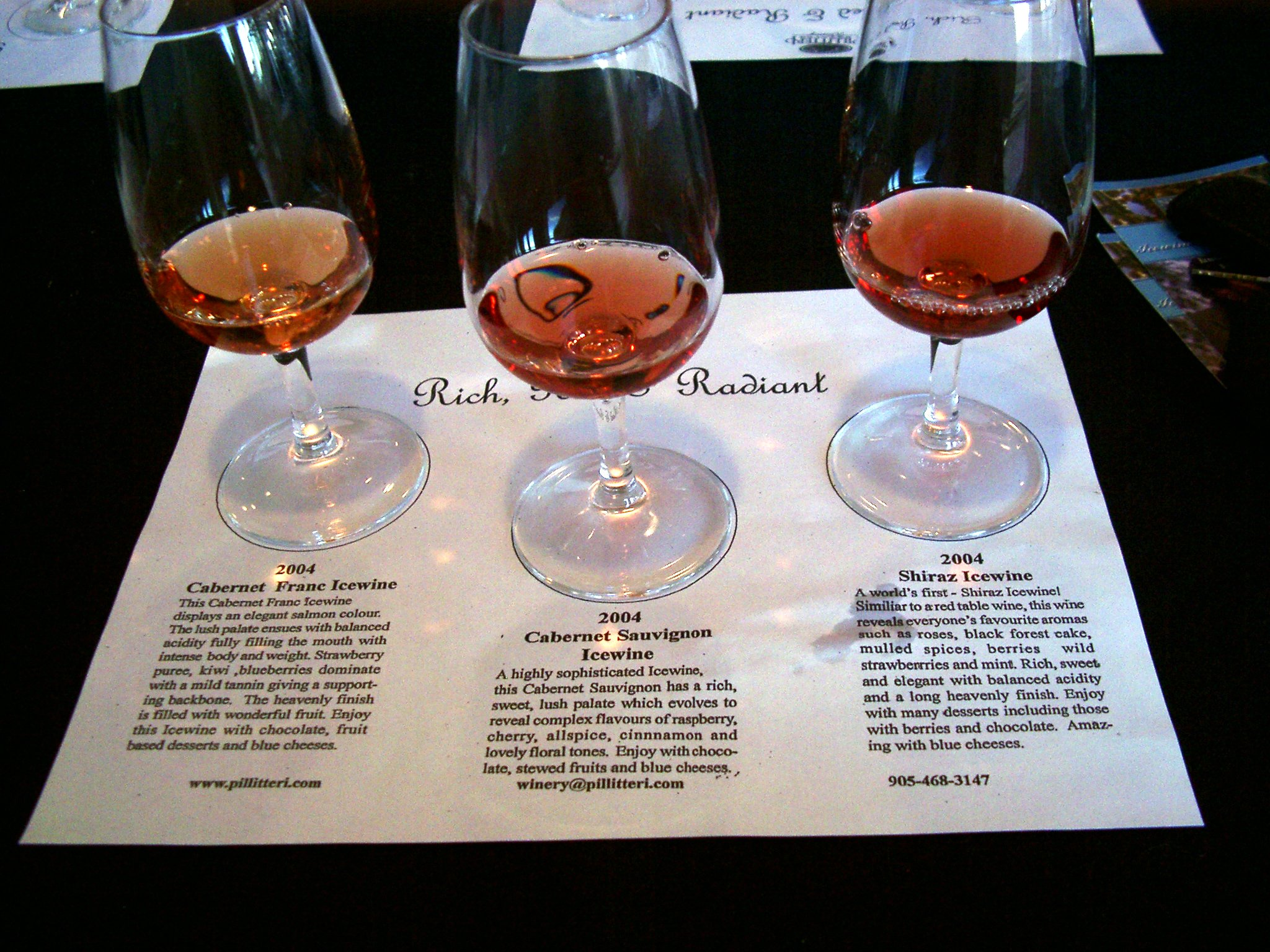
Vinos de hielo elaborados con variedades de Cabernet Franc, Cabernet Sauvignon y Shiraz

Las uvas típicas usadas para la producción de vino de hielo son las uvas Riesling, consideradas como la variedad más noble por los enólogos alemanes; las uvas Vidal son muy populares en Ontario, Canadá; la variedad verdejo en España, y las uvas rojas de Cabernet Franc. Muchos viticultores, especialmente los actuales, están experimentando con hacer vino de hielo de otras variedades: blancas, como las Seyval blanc, Chardonnay, Kerner, Gewürztraminer, Chenin blanc, Pinot blanc y Ehrenfelser; o rojas, como la Merlot, Pinot noir, e incluso Cabernet Sauvignon. La bodega Pillitteri Estates de Niagara- on- the- lake de Ontario afirma ser la primera bodega del mundo en producir vino de hielo Shiraz (Syrah) con la cosecha de 2004 y Semillion y Sangiovese en 2007.
Los vinos de hielo de las variedades blancas tienden a ser de color amarillo pálido o de color dorado claro cuando son jóvenes y pueden maderizar (adquiriendo un color ámbar- dorado intenso) a medida que envejecen.

## Criomaceración y crioextracción
Es el proceso seguido por los viticultores, cuyos viñedos no se hielan naturalmente debido al clima del lugar, o bien, aun pudiendo helarse, prefieren asegurarse el proceso de vinificación de la uva, según sus propios patrones.
La crioextracción es el proceso por el cual las uvas se congelan con refrigeración y prensado. Los viticultores exponen las uvas a temperaturas alrededor de los 20 grados Fahrenheit (o -7 grados centígrados), y las presionan mientras todavía están congeladas.
Este método de criogenésis artificial se basa en congelar las uvas en el punto deseado de maduración, y extraer después el mosto, cuando todavía está totalmente congelada, obteniendo así, un resultado análogo al proceso natural, pero mucho más seguro.
Este proceso artificial permite más seguridad en el resultado, al dominarse por completo todo el proceso (temperatura de recogida, temperatura de maceración, tiempo transcurrido, etc.), a diferencia del modo natural, en el que los parásitos o microorganismos de la uva por sobremaduración, una maduración insuficiente, o un proceso de prensado demasiado lento (descongelación), pueden arruinar la calidad del vino de hielo natural, ya que las condiciones de la uva deben seguirse de manera muy estricta, para obtener resultados óptimos.
Las sidras de hielo, elaboradas a partir de manzanas de mesa comunes, son también de calidad y merece la pena degustarlas y conocerlas. Tal vez sea Canadá el país con sidras de hielo de mayor calidad.